# Björn Ferm
Björn Bernt Ewald Ferm (Jönköping, 10 agosto 1944) è un ex pentatleta svedese.

## Palmarès
In carriera ha conseguito i seguenti risultati:
- Giochi olimpici:

Città del Messico 1968: oro nel pentathlon moderno individuale.
- Mondiali:

Jönköping 1967: argento nel pentathlon moderno a squadre e bronzo individuale.
Budapest 1969: bronzo nel pentathlon moderno individuale.